# Pouch Cove
Pouch Cove est une ville de la province canadienne de Terre-Neuve-et-Labrador.

## Géographie

### Localisation
La ville de Pouch Cove est située sur la côte Nord-Est de la péninsule d'Avalon dans la province de Terre-Neuve-et-Labrador. La ville est à 20-25 minutes de St. John's, la capitale de la province.
De par sa situation, on dit que Pouch Cove est le premier à voir le lever du soleil en Amérique du Nord.

La municipalité de Pouch Cove englobe également la petite localité rurale de Shoe Cove.

### Voies de communication et transports
La ville est parfaitement reliée à St. John's par l'intermédiaire de Flatrock et Torbay Road. Elle se situe à 20-25 minutes de l'aéroport international de St. John's et des grandes installations de soins et de santé.

### Climat
La ville bénéficie d'un climat tempéré froid et humide. Les eaux froides du courant du Labrador qui baignent la côte orientale de Terre-Neuve rendent le climat plus rigoureux que pour des lieux situés à une latitude comparable.
| Mois                                        | jan.              | fév.              | mars              | avril             | mai              | juin             | jui.             | août            | sep.             | oct.             | nov.              | déc.              | année |
| ------------------------------------------- | ----------------- | ----------------- | ----------------- | ----------------- | ---------------- | ---------------- | ---------------- | --------------- | ---------------- | ---------------- | ----------------- | ----------------- | ----- |
| Température minimale moyenne (°C)           | −8,6              | −9,3              | −6,2              | −2                | 1,5              | 5,9              | 10,5             | 11,1            | 7,7              | 3,3              | −0,7              | −5,5              |       |
| Température moyenne (°C)                    | −4,8              | −5,4              | −2,5              | 1,6               | 6,2              | 10,9             | 15,4             | 15,5            | 11,8             | 6,9              | 2,6               | −2,2              |       |
| Température maximale moyenne (°C)           | −0,9              | −1,5              | 1,2               | 5,2               | 10,7             | 15,9             | 20,3             | 19,9            | 15,9             | 10,5             | 5,9               | 1,2               |       |
| Record de froid (°C) date du record         | −23,3 29 jan 1957 | −23,8 18 fév 1990 | −23,8 10 mar 1986 | −14,8 04 avr 1978 | −6,7 05 mai 1964 | −3,3 01 jui 1970 | −1,1 05 jui 1976 | 0,5 24 aou 1983 | −1,1 23 sep 1950 | −5,6 31 oct 1946 | −13,4 25 nov 1933 | −19,7 27 dec 1984 |       |
| Record de chaleur (°C) date du record       | 15,2 09 jan 1979  | 16 24 fev 1996    | 18,3 31 mar 1962  | 24,1 24 avr 1986  | 25,6 30 mai 1972 | 29,4 29 jui 1944 | 31,5 06 jui 1983 | 31 07 aou 1996  | 29,5 10 sep 2001 | 24,6 04 oct 1987 | 19,4 06 nov 1950  | 16,1 12 dec 1957  |       |
| Ensoleillement (h)                          | 85                | 103               | 115               | 116               | 155              | 181              | 222              | 187             | 146              | 106              | 68                | 64                |       |
| Précipitations (mm)                         | 150               | 125               | 131               | 122               | 101              | 102              | 89               | 108             | 131              | 162              | 144               | 149               | 1 513 |
| dont pluie (mm)                             | 74                | 61                | 77                | 94                | 94               | 100              | 89               | 108             | 131              | 159              | 116               | 88                | 1 190 |
| dont neige (cm)                             | 80                | 67                | 52                | 26                | 6                | 1                | 0                | 0               | 0                | 3                | 26                | 61                | 322   |
| Record de pluie en 24 h (mm) date du record | 85 30 jan 1942    | 67 22 fev 1973    | 68 11 mar 1994    | 92 11 avr 1951    | 81 17 mai 1998   | 75 24 jui 1945   | 121 27 jui 1946  | 81 23 aou 1975  | 99 19 sep 2001   | 101 04 oct 1942  | 76 26 nov 1981    | 85 26 dec 1953    |       |
| Record de neige en 24 h (cm) date du record | 38 09 jan 1966    | 55 15 fev 1959    | 46 11 mar 1974    | 68 05 avr 1999    | 25 05 mai 1956   | 14 10 jui 1959   | 0                | 0               | 0                | 20 29 oct 1965   | 25 19 nov 1980    | 49 29 dec 1954    |       |
| Nombre de jours avec précipitations         | 5                 | 3                 | 5                 | 5                 | 6                | 6                | 5                | 6               | 7                | 8                | 7                 | 5                 |       |
| Humidité relative (%)                       | 79                | 76                | 76                | 76                | 73               | 71               | 70               | 71              | 73               | 76               | 79                | 81                |       |
| Nombre de jours avec neige                  | 18                | 15                | 13                | 8                 | 3                | 0                | 0                | 0               | 0                | 2                | 8                 | 16                |       |
| Nombre de jours avec grêle                  | 0                 | 0                 | 0                 | 0                 | 0                | 0                | 0                | 0               | 0                | 0                | 0                 | 0                 |       |
| Nombre de jours d'orage                     | 0                 | 0                 | 0                 | 0                 | 0                | 1                | 1                | 1               | 0                | 0                | 0                 | 0                 |       |
| Nombre de jours avec brouillard             | 6                 | 7                 | 11                | 14                | 16               | 14               | 13               | 10              | 7                | 7                | 7                 | 7                 |       |

| Diagramme climatique                                  |             |            |          |            |            |            |             |            |            |            |            |
| J                                                     | F           | M          | A        | M          | J          | J          | A           | S          | O          | N          | D          |
| −0,9−8,6150                                           | −1,5−9,3125 | 1,2−6,2131 | 5,2−2122 | 10,71,5101 | 15,95,9102 | 20,310,589 | 19,911,1108 | 15,97,7131 | 10,53,3162 | 5,9−0,7144 | 1,2−5,5149 |
| Moyennes : • Temp. maxi et mini °C • Précipitation mm |             |            |          |            |            |            |             |            |            |            |            |

## Histoire
Pouch Cove est une des plus anciennes colonies de Terre-Neuve. Son existence est mentionnée dans les documents dès 1611. La ville dispose d'un conseil actif au sein de la ville. Il a été officiellement constitué en 1970. Le bureau de poste a été créé en 1975.

## Population et Société

### Démographie
Population en 2011 : 1 866

Population en 2006 : 1 756

Variation de la population entre 2006 et 2011 (%) : 6,3

Total des logements privés : 763

Densité de la population au kilomètre carré : 32,0

Superficie des terres (en kilomètres carrés) : 58,34

### Infrastructures
Il y a un certain nombre de services locaux tels que : dépanneur, pharmacie, garage automobile, bureau de poste. Électricité, propane et huile sont fournis par des entreprises situées à St. John's.
L'infrastructure et les services situés dans la ville sont : Ville Bureau du Conseil, Musée de la ville, école primaire et élémentaire, église catholique romaine St. Agnès, Memorial United Church, église anglicane All Saints et salle paroissiale, deux garderies et une bibliothèque avec un site Programme d'accès communautaire.

### Sport et Loisirs
Pouch Cove dispose de deux terrains de soft ball, aire de jeux et des parcs pour les enfants, et du parc marin. Il y a une salle paroissiale qui est utilisée pour des activités récréatives et de loisirs divers.

### Cultes
Il y a toujours eu trois religions dominantes à Pouch Cove et il y a une église catholique, l'église anglicane et une église unie au sein de la communauté.

## Culture et patrimoine
La ville de Pouch Cove est une partie de la route touristique de Killick Coast, et une partie de la East Coast Trail. Les divers sentiers pédestres et panoramiques de la côte ou les plages attirent les touristes et les résidents pour des sorties d'une journée et l'observation des baleines. Les randonneurs peuvent utiliser des sentiers pédestres qui longent la côte pour admirer des paysages à couper le souffle.